# Carl Envallsson
Carl Magnus Envallsson, född 24 oktober 1756 i Vaxholm, död 14 juli 1806 i Stockholm, var en svensk notarie och dramatisk författare. 

## Biografi
Carl Envallssons föräldrar var kyrkoherden i Vaxholm Johan Enevall (1714–1764) och Margareta Insulin (1712–).
Efter avslutade studier vid Uppsala universitet, där han blev fil. mag 1776, anställdes Envallsson 1785 som e.o. kanslist i krigskollegium, där han efter någon tids tjänstgöring befordrades till registrator. Redan 1781 knöts han till Stenborgs Sällskap. Sin mesta tid ägnade han åt teatern, vars repertoar han berikat med omkring åttio dramatiska arbeten, till större delen översättningar och bearbetningar. Hans första vaudevill var Tunnbindaren efter Audinot 1771. Det mest bekanta av dem är utan tvivel den "lyriska komedien" Kronofogdarne eller Slåtterölet efter Piis och Barré, 1787, som, enligt Nordisk familjebok, "genom sin komiska kraft och lyckade skildring av svenska folklivet blivit ett verkligt nationellt lustspel". Enligt Myggans nöjeslexikon blev hans verksamhet "banbrytande för vaudevillen och det komiska sångspelet i Sverige".
Hans starkaste sidor som dramatisk författare är utan tvekan en ledig dialog och ett fyndigt val av melodier. Något djup i anläggningen eller originalitet i utförandet har hans verk inte. Genom sina många översättningar av musikdramatiska arbeten har han givit spridning åt Dalayracs, Cimarosas, Glucks, Grétrys, Philidors, Piccinnis med fleras musik. 1802 utgav han också ett Svenskt musikaliskt lexikon.
Hans sista offentliga befattning var som notarius publicus från 1802. De sista åren i livet var han blind och dog i yttersta armod.
Envallsson var ledamot av Kungliga Musikaliska Akademien.

## Verk
Pjäser (ej fullständig förteckning)
- Så blefvo alla nögda, eller Det lyckliga tilfället, opera-comique uti en act (Stockholm, 1782)
- Den unge arrestanten. Skådespel med sång i en act (Stockholm, 1799). Översättning efter Alexandre Vincent Pineu Duval
- Azemia eller Vildarne. Skådespel med sång, uti tre acter (Stockholm, 1793) Översättning efter Auguste Étienne Xavier Poisson de La Chabeaussière
- Bajocco och Serpilla. Operette uti tre acter (Stockholm, 1784) Översättning efter Charles Simon Favart
- Bobis bröllop, lyrisk comedie uti tre acter (Stockholm, 1788)
- Casper och Lona, eller Betaldt som quitteras. Lust-spel med sång uti en akt. "Imitation af herr Envallsson, efter Blaise Le Savetier" (Stockholm, 1797)
- Cassander oculist. Comedie-parade uti en act. Imitation efter fransyskan. (Stockholm, 1784) Översättning efter Antoine Pierre Augustin de Piis och Pierre Yves Barré
- Colin och Babet, opera comique uti två acter på sång (Stockholm, 1787) Översättning
- Den falska svartkonsten. Opera comique uti två acter (Stockholm, 1792) Översättning efter Jean François Marmontel
- Det farliga förtroendet. Skådespel med sång uti två acter (Stockholm, 1794) Översättning efter Nicolas Julien Forgeot
- De gamle friarne. Skådespel med sång uti två acter (Stockholm, 1795) Översättning efter Nicolas Fallet
- Fruntimmernas jacobiner-klubb. Moraliskt lustspel i två acter (Stockholm, 1793) Översättning efter August von Kotzebue
- Den förlorade pupillen, eller Man kan ej gissa sig til alt. Opera comique uti två acter. Imitation (Stockholm, 1790)

- Förmyndaren, eller Sommar-äfventyret på landet. Skådespel med sång i två akter ( Stockholm, 1799) Översättning efter Florent Carton de Dancourt.[5]

- Gustaf Ericsson i Dalarne. Drame uti tre acter (Stockholm, 1784)
- Den glade medborgaren, divertissement i anledning af konungens lyckliga återkomst ifrån kriget, samt friden med Ryssland (Stockholm, [1790])
- Herregårds högtiden, dramatiskt divertissement uti en act (Stockholm, 1784)
- Hofslagaren. Opera-comique uti två acter (Stockholm, 1786) Översättning efter Antonine François Quétant
- Högtiden, eller Det glada folket. Divertissement uti två akter (Stockholm, 1797)
- Det indianska campementet, eller Den betslade philosophen. Opera comique uti en act, med vaudeviller och fria verser. Imitation (Stockholm, 1784) (Översättning efter Antoine Pierre Augustin de Piis och Pierre Yves Barré Fulltext (andra verket i bandet)
- Julaftonen, eller Den fattiga enkan och dess familie, drame i tre akter (Stockholm, 1801)
- Klen-smeden eller Det onyttiga låset. Lustspel med sång uti två akter (Stockholm, 1797) Översättning efter Antonine François Quétant och de La Ribardière
- Kopparslagaren, opera-comique i en act (Stockholm, 1781)
- Kungen och skogsvaktaren. Opera comique uti tre acter (Stockholm, 1784) Översättning efter Michel Jean Sedaine
- Målaren, kär i sitt modell. Opera comique i två acter (Stockholm, 1782) Översättning efter Louis Anseaume
- Niugg spar och Fan tar, eller Åldrarnes dårskaper. Opera comique uti två acter (Stockholm, 1784)
- Den nya secten. Moraliskt lust-spel i en act (Stockholm, 1782)
- Nybygget. Opera comique i två acter (Stockholm, 1783) Översättning efter Antonio Gori
- De musulmanniske pelegrimerne, eller Det oförtänkte mötet. Opera comique uti tre acter ( Stockholm, 1786) Översättning efter Louis Hurtaut Dancourt
- Peter den store, eller Strelitzerne. Skådespel i fyra acter. Efter en sannfärdig rysk händelse (Stockholm, 1799) Översättning efter Franz Joseph Marius von Babo
- Pigan husbond-fru, opera-comique i två acter (Stockholm, 1781) Översättning efter Gennaro Antonio Federico
- Den ädelmodiga prinsessan eller Nybyggarne i Norrmandiet. Lyrisk comedie uti två acter ( Stockholm, 1796) Översättning efter Antoine Pierre Augustin de Piis och Pierre Yves Barré
- Datum in blanco eller Procentaren. Comedie uti fem acter (Stockholm, 1786) Översättning efter Frederik Wilhelm Wivet
- Konung Rikhard Lejonhjerta eller Kärleken och troheten. Skådespel i tre acter (Stockholm, 1791) Översättning efter Michel Jean Sedaine
- Savoyar-gossarne. Skådespel med sång uti en act (Stockholm, 1794) Översättning efter Benoît Joseph Marsollier des Vivetières
- General Schlenzheim och dess familie. Skådespel i fyra acter (Stockholm, 1796) Översättning efter Christian Heinrich Spiess
- Skomakaren. Opera-comique uti två acter. "Imiterad efter franska piecen: Les souliers mors-dorés" (Stockholm, 1785)
- Skärgårds-flickan, opera comique uti en act (Stockholm, 1789)
- Slåtter-ölet eller Kronfogdarne, lyrisk comedie uti tre acter (Stockholm, 1787)
- Sorgen för glädjen går, eller Mor Bobi och skolmästaren. Lyrisk comedie uti tre acter (Stockholm, 1788)
- Den stormiga aftonen. Skådespel med sång uti en act (Stockholm, 1793) Översättning efter Jean Baptiste Radet
- Den svartsjuke älskaren, eller De falska apparencerna. Opera comique uti tre acter (Stockholm, 1790) Översättning efter Thomas Hales d'Hèle
- Sven och Maja, eller Kärleken på landsbygden. Lyrisk comedie, uti två acter (Stockholm,  1789) Översättning efter Pierre Antoine Augustin de Piis o Pierre Yves Barré
- Den talande taflan. Opera comiqve uti en act (Stockholm, 1782) Översättning efter Louis Anseaume
- Den tokroliga natten, eller Lyckan står de djerfve bi. Comisk opera i fyra acter (Stockholm, 1791) (Översättning efter Gottlieb Stephanie
- Tos-orden, eller De nyfikna fruntimerna. Lust-spel i fyra acter. Imitation efter italienskan (Stockholm, 1798) Översättning efter Carlo Goldoni Länk till fulltext
- Marquis Tulipano, eller Det oförmodade giftermålet. Opera-buffa i tre acter (Stockholm,  1794)
- Tunbindaren. Opera comique uti en act (Stockholm, 1781) Översättning efter Nicolas Médard Audinot och Antonine François Quétant
- Grefven af Walltron, eller Subordinationen. Skådespel i fem acter (Stockholm, 1793) Översättning efter Heinrich Ferdinand Möller

- De ädelmodige bönderne, eller Dygden tilhör alla stånd. Skådespel med sång uti två acter (Stockholm, 1794) Översättning efter Jacques Marie Boutet de Monvel.[6]

- Giannina och Bernardone, eller Den svartsjuke klockaren. Opera-buffa i två acter (Stockholm, 1796) (Översatt tillsammans med Carl Stenborg)

Övrigt
- Ny acerra philologica, eller Läsning til nytta och nöje för alla åldrar och stånd. 1-6. (Stockholm, 1802-1806)
- Svenskt musikaliskt lexikon, efter grekiska, latinska, italienska och franska språken (Stockholm, 1802)